# Salar d'Arizaro

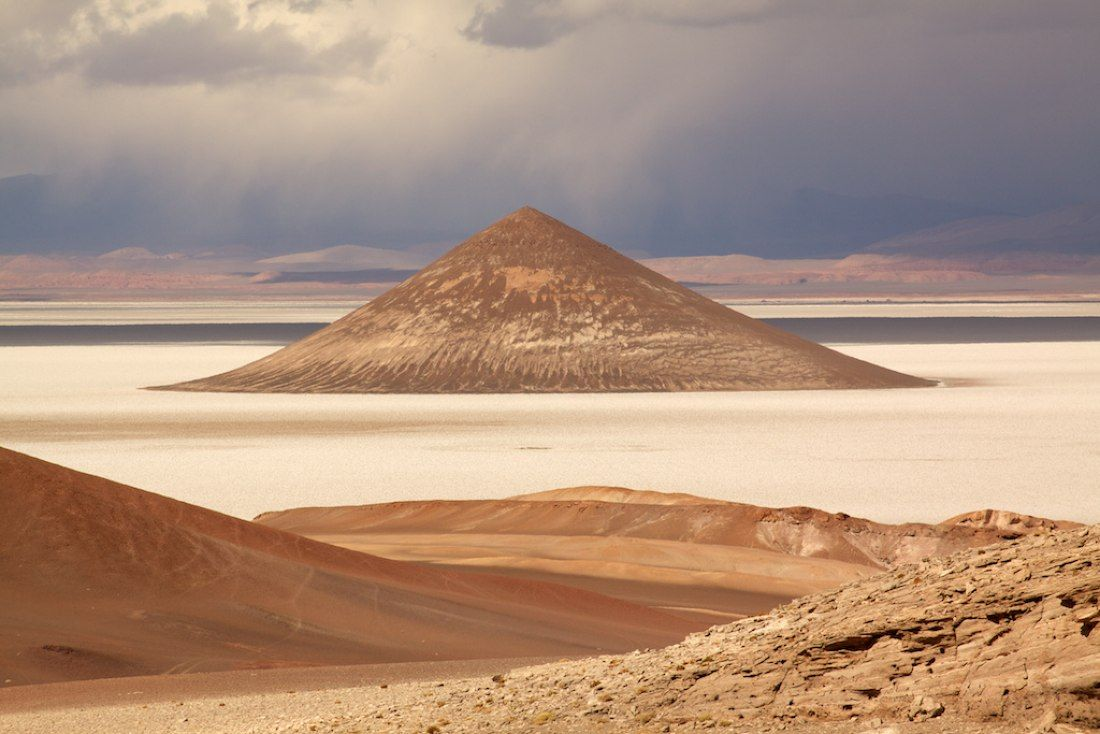
Le cône d'Arita dans le Salar d'Arizaro.

Le salar d'Arizaro est un salar d'Argentine, situé dans la partie occidentale du département de Los Andes, dans la province de Salta.
Le salar d'Arizaro est riche en sel commun, mais aussi en fer, en marbre, en cuivre et en onyx.
Avec 1 600 km2, c'est le salar le plus étendu de la Puna argentine. Dans sa partie sud, fort élargie, il est dominé par le Cerro Archibarca (5 629 mètres), qui détermine la limite avec la province de Catamarca. Plus au nord il se rétrécit, présentant un long prolongement vers le nord-est. 
Le salar d'Arizaro est traversé dans sa partie nord, la plus étroite, par la branche du chemin de fer General Manuel Belgrano, qui unit la ville de Salta à celle d'Antofagasta au Chili et qui constitue la partie occidentale du Train des nuages, ainsi que par la route provinciale 37 qui relie San Antonio de los Cobres avec la Mina La Casualidad ancien centre de tri et de conditionnement de soufre. L'exploitation réelle se trouve à la mina Julia à 5 200 mètres d'altitude. Les deux sites sont reliés par un  téléphérique convoyeur de 15 km de long.
À l'est, le salar est dominé par la Sierra de Calalaste, et à l'ouest et au nord-ouest par un impressionnant alignement volcanique proche de la frontière chilienne et comprenant le Llullaillaco (6 739 m), le Socompa (6 031 m), qui domine le col Paso Socompa, l'Aracar (6 095 m), l'Arizaro (5 774 m) et les appareils volcaniques du Lastarria (5 706 m) et du Cordón del Azufre.